# Дом инженера О. Я. Кистова
Дом инженера О. Я. Кистова — ростовский памятник градостроительства и архитектуры. Здание расположено на пересечении улицы Мурлычёва и 16-й линии в историческом районе Нахичевань. Построено в 1870-е годы. С 1998 года зданию присвоен статус объекта культурного наследия России регионального значения.
Охраняемыми элементами дома инженера О. Я. Кистова, в котором в начале XX века располагалось городское начальное училище им. Князя Святополка-Мирского, являются его местоположение, а также архитектурные и композиционные особенности. Здание состоит из двух объемов: двухэтажного кирпичного строения (литер А) с подвалом и многоскатной крышей, имеющего прямоугольную планировку, и одноэтажного корпуса (литер Б) с Г-образной конфигурацией, также с многоскатной крышей и частично подвалом. Фасады строений сохраняют исторический облик с характерными декоративными элементами.
Южный и восточный фасады литеры А украшены неглубокими прямоугольными нишами, ритмичным венчающим карнизом с крупными сухариками, гладким фризом и глухими люнеттами с плоскими архивольтами. Архитектурный декор литер Б включает рустованные простенки, узкие двойные пилястры у входного крыльца, арочные оконные проемы с профилированными архивольтами и трапециевидными замками, а также горизонтальные подоконные пояски. Все эти элементы подчеркивают историческую и архитектурную ценность здания как важной части исторической застройки Ростова-на-Дону. В целом, сочетание классических мотивов с массивными формами и декоративными элементами делает этот дом выразительным примером эклектики и важной частью исторического облика города.
В Ростове-на-Дону существовует также доходный дом С. Н. Кистова, построенный в 1897 году, в котором ранее находилось музыкальное училище Ростовского отделения Императорского русского музыкального общества, а сегодня школа №1. Это подчеркивает вклад семьи Кистовых в развитие образовательной и культурной среды города.